# Léonard Puputauki
 (février 2025).
Si vous disposez d'ouvrages ou d'articles de référence ou si vous connaissez des sites web de qualité traitant du thème abordé ici, merci de compléter l'article en donnant les références utiles à sa vérifiabilité et en les liant à la section « Notes et références ».
Né le 25 janvier 1972, à Papeete, située sur l'île de Tahiti et capitale de la Polynésie française, Léonard Tetua Puputauki Jr. est le fils d'Antoinette Taraina Heiero et de Léonard Colombel Puputauki.
Il est l'aîné d'une famille de quatre enfants.
Ayant une formation universitaire en Histoire, Léonard Puputauki Jr. a toujours voulu mettre à profit son sens du devoir envers la jeunesse polynésienne. Très connu dans le milieu associatif, il a mis en œuvre plusieurs programmes qui touchent de très près cette jeunesse, en partenariat avec les pouvoirs publics.
Pendant un temps Chef du contrat de ville de l'agglomération de Papeete, il décide de quitter ses hautes fonctions pour réellement intégrer la vie politique locale lors de l'accession d'Oscar Temaru, président de la coalition pro-indépendantiste de UPLD (Union pour la démocratie) à la tête de la Polynésie française. Il dénonce alors les mensonges répétés, l'incompétence et l'incitation à la haine raciale prônés par l'UPLD. Après deux années de gouvernance tauiste, une motion de censure vient renverser le gouvernement d'Oscar Temaru en décembre 2006. Il est alors nommé conseiller technique puis Chef de Cabinet du Ministère de la Solidarité et du Logement de Madeleine Bremont. Il use alors de son expérience afin de faire avancer les dossiers les plus urgents, notamment ceux liés au logement. Il parvient notamment à reloger les SDF de la plage Cigogne à Papeete ainsi que des familles vcitimes d'un incendie et casées depuis des années par l'ancien ministre du logement Jean-Christophe Bouissou, dans un ancien hôpital désaffecté de la Ville. Il décide néanmoins de quitter le gouvernement qu'il juge pas assez réactif vis-à-vis des familles dans le besoin et dénonce la prise en otage du président Gaston Tong Sang par les "îliens", trublions politiques qui sont à l'origine de l'instabilité politique en Polynésie française. Ne pouvant alors mettre à profit les véritables politiques essentielles à un développement durable de la Polynésie française, le principal parti politique polynésien, le Tahoeraa huiraatira, pilier de la plateforme autonomiste qui a été mis en place afin de renverser le pouvoir Temaru, décide alors de se retirer du gouvernement ainsi que de la plateforme autonomiste en juillet 2007, privant Gaston Tong Sang, président du Pays, de sa majorité. Léonard Puputauki Jr., membre du Bureau Exécutif ainsi que du Grand Conseil du parti, approuve largement la décision du parti présidé par Gaston Flosse.
En avril 2007, Léonard Puputauki Jr. met en place les Jeunes Actifs du Tahoeraa huiraatira, avec le soutien de Gaston Flosse. Un mouvement dont l'objectif principal est de montrer la nécessité de développer une réelle politique de jeunesse aux dirigeants politiques. L'emploi, l'éducation, le logement, le transport et l'amélioration de la qualité de la vie sont ses priorités. Il parcourt les quartiers et les communes de Tahiti en invitant la jeunesse polynésienne à se prendre en charge et à proposer, via le mouvement des Jeunes Actifs, des solutions qui pourront améliorer les conditions de vie, dans tous les sens du terme, de cette jeunesse en quête d'un avenir meilleur. Les Jeunes Actifs, plus connus sous le nom des JAT (Jeunes Actifs du Tahoera'a), se veulent présents dans toutes les catégories socio-géographiques de la jeunesse polynésienne.
Cinq ans de prison, dont deux avec sursis, assorti d’un mandat de dépôt à l’audience : c’était la peine requise, en avril, par le ministère public, contre Léonard Puputauki junior, 38 ans, jugé pour escroquerie alors qu’il était à la tête du département des programmes d’action sociale, entre 2004 et 2006.